# Свети Димитър (Маково)
„Свети Димитър“ е православна църква в село Маково, община Търговище. Изградена е периода 2002 – 2010 г. Тя е част от Поповска духовна околия, Русенска епархия на Българската православна църква.
Построен е на мястото на по-стар храм, който е съществувал в селото. Първоначалният храм е бил изграден от преселници християни през 1899 г. в сграда преустроена за тази цел, която по-късно се е съборила и разрушена през 1950 година.

## История
Строежът на храма започва на 8 май 2002 година. Автор на проекта е арх. Г. Цонева от Варна. Изпълняването на строежа е възложено е фирма „Стрем“ ООД, като финансирането е осигурено от дирекция „Вероизповедания“ при Министерския съвет, „Голямо Враново“ АД и много частни дарители. Организатор на строежа и украсата на храма е Радка Кършелова от село Дралфа. Храмът е построен през октомври 2010 година. Открит е на 23 октомври в навечерието на Димитровден, в присъствието на русенския митрополит Наум.
На 29 октомври 2016 г. в храма е отслужена литургия, в присъствието на русенския митрополит. На архиерея съслужат: ик. Валентин Лазаров (архиерейски наместник за Поповска духовна околия), прот. Цветан Генков и дякон Недялко Димитров. Присъстват енориаши както от Маково, така и от съседните села.

## Архитектура
Храмът е кръстокуполен, с втори купол-камбанария над притвора. Дърворезбованият иконостас е дело на Сашо Николов от Търговище, като на него са поставени запазените икони от стария храм, които се нуждаят от реставрация. Върху тях са изписани имената на техните ктитори, жители на селото.